# Warren (Indiana)
Warren és una població dels Estats Units a l'estat d'Indiana. Segons el cens del 2000 tenia 1.272 habitants.

## Demografia
Segons el cens del 2000, Warren tenia 1.272 habitants, 507 habitatges, i 354 famílies. La densitat de població era de 539,7 habitants/km².
Dels 507 habitatges en un 36,3% hi vivien nens de menys de 18 anys, en un 58,6% hi vivien parelles casades, en un 7,9% dones solteres, i en un 30% no eren unitats familiars. En el 25,8% dels habitatges hi vivien persones soles l'11,4% de les quals corresponia a persones de 65 anys o més que vivien soles. El nombre mitjà de persones vivint en cada habitatge era de 2,51 i el nombre mitjà de persones que vivien en cada família era de 3,03.
Per edats la població es repartia de la següent manera: un 28,4% tenia menys de 18 anys, un 6,4% entre 18 i 24, un 28,6% entre 25 i 44, un 21,7% de 45 a 60 i un 14,9% 65 anys o més.
L'edat mediana era de 37 anys. Per cada 100 dones de 18 o més anys hi havia 90,2 homes.
La renda mediana per habitatge era de 38.550 $ i la renda mediana per família de 41.917 $. Els homes tenien una renda mediana de 33.229 $ mentre que les dones 21.821 $. La renda per capita de la població era de 17.145 $. Entorn del 2% de les famílies i el 3,1% de la població estaven per davall del llindar de pobresa.

## Poblacions més properes
El següent diagrama mostra les poblacions més properes.